# Électricité en Californie

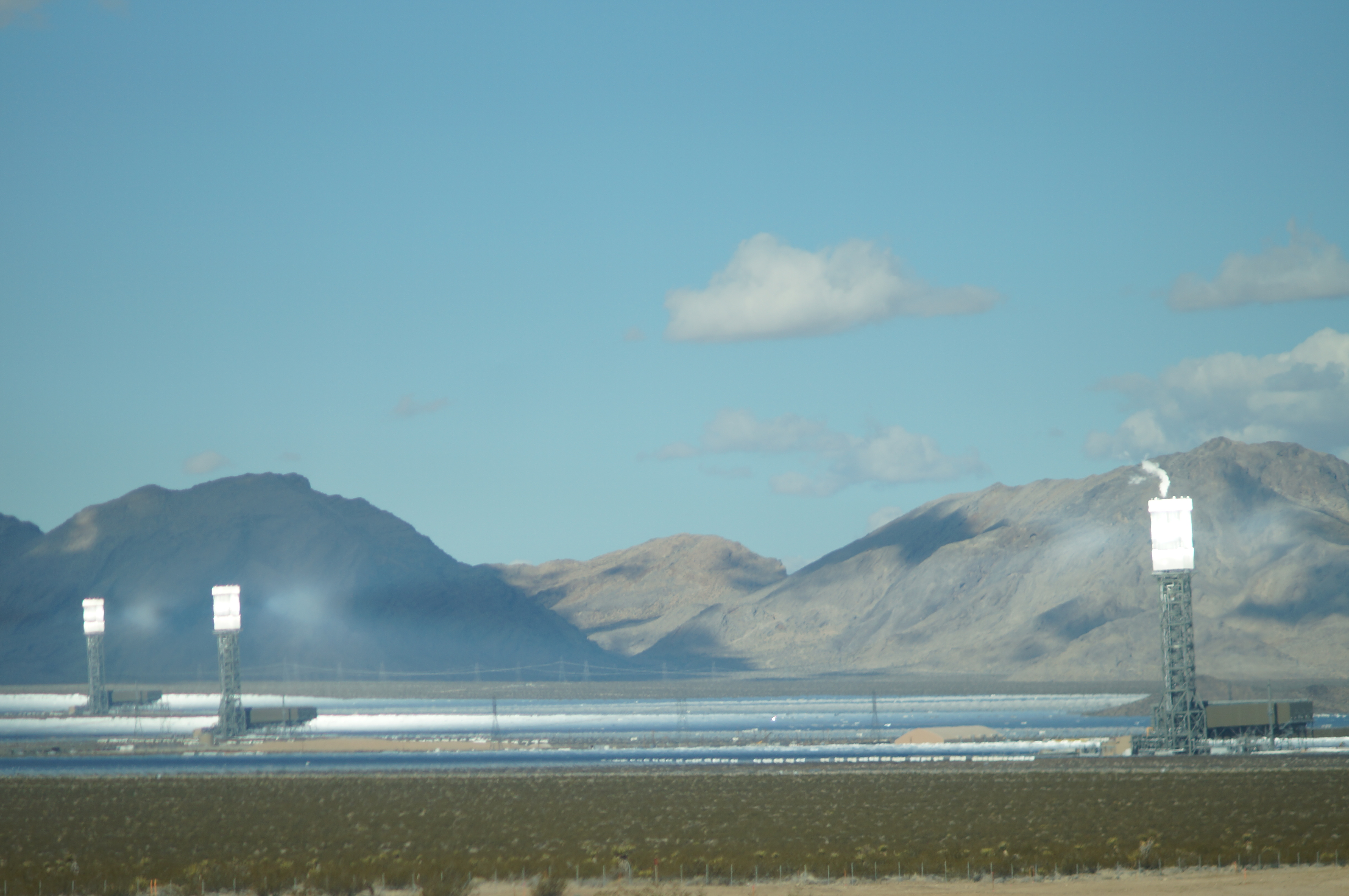
Les trois tours solaires de la centrale solaire d'Ivanpah en fonctionnement en février 2014.

Le secteur de l'électricité en Californie se caractérise par une proportion importante d'énergies décarbonées : 53,9 % en 2018 (8,7 % de nucléaire et 45,2 % d'énergies renouvelables : hydraulique 12,4 %, géothermie 5,7 %, biomasse 2,7 %, éolien 6,5 %, solaire photovoltaïque 17,8 %, solaire thermodynamique 1,2 %), mais les combustibles fossiles ont encore une part élevée : 44,7 % (presque uniquement gaz naturel), et la production ne couvre que 72 % de la demande, le reste étant importé des États voisins et du Mexique. Les énergies décarbonées produites localement ne couvrent donc que 39 % de la consommation d'électricité, mais une part importante des importations est issue d'énergies décarbonées, en particulier de l'hydroélectricité des États du nord-ouest. La dépendance de la Californie aux importations est un fait persistant : elle était déjà de 30 % en 1990 ; une part significative de ces importations découle de participations d'entités californiennes dans des centrales d'États voisins.
La Californie se classe au 1er rang parmi les États des États-Unis pour la production d'électricité à partir de biomasse, de géothermie et d'énergie solaire ; elle se situe au 4e rang pour la puissance installée hydroélectrique, mais sa production hydroélectrique est fortement affectée par des périodes de sécheresse de plus en plus fréquentes ; la part des énergies renouvelables dans sa production d'électricité est très largement supérieure à la moyenne des États-Unis : 45,2 % contre 17,6 %.
La part des énergies renouvelables (EnR) n'a pas progressé de 1990 à 2018, la forte progression de l'éolien et du solaire ayant été presque compensée par l'effondrement de l'hydroélectricité due à une succession d'années de sécheresse, ainsi que par le recul de la géothermie et des centrales à bois. Par ailleurs, la chute de la production nucléaire du fait de la fermeture de la centrale de San Onofre en 2014 a été compensée par une forte progression du gaz naturel.

## Histoire

### Débuts de l'électricité
En 1852 fut fondée la San Francisco Gas Company, qui fusionna au cours du demi-siècle suivant avec d'autres compagnies jusqu'à la création de Pacific Gas and Electric Company (PG&E) en 1905. En 1879, George Roe créa la California Electric Light Company pour exploiter la première centrale électrique des États-Unis. Le tremblement de terre de San Francisco en 1906 détruisit la majeure partie des infrastructures de PG&E.
En 1886, les rues de la ville de Visalia sont illuminées pour la première fois par des lampes alimentées par un générateur à vapeur brûlant du bois ; par deux entrepreneurs qui créent peu après Visalia Electric Light and Gas Company, puis Santa Barbara Electric Light Company. En 1887, la première centrale hydroélectrique commerciale de l'Ouest est inaugurée par la communauté de Highgrove pour l'éclairage des communes voisines de Riverside et Colton ; la compagnie San Bernardino Electric Company est créée en 1988 pour la gérer. En 1895, la Kaweah Power and Water Company est fondée pour étudier le développement de projets hydroélectriques sur la rivière Kaweah en amont de Visalia ; la centrale de Kaweah entra en service en 1899 et son exploitation fut intégrée dans la Mount Whitney Power Company. En 1896 fut créée la Westside Lighting Company  pour l'éclairage de Los Angeles. En 1896 fut fondée la Southern California Power Company pour construire une centrale hydroélectrique sur le fleuve Santa Ana ; elle fut rachetée en 1898 par la Edison Electric Company qui construisit une ligne haute tension de 8 miles jusqu'à Los Angeles, la ligne la plus longue et à la tension la plus élevée du pays à l'époque. En 1902, Henry E. Huntington créa la Pacific Light and Power Company (PL&P) pour alimenter les trolleybus de sa société Pacific Electric Railway ; PL&P acheta immédiatement les centrales hydroélectriques de la San Gabriel Electric Company. En 1909 fut créée Southern California Edison Company, issue comme PG&E de multiples fusions entre compagnies locales. En 1917, Huntington vendit à SCE sa société PL&P avec sa grande centrale de Big Creek qui alimentait la région de Los Angeles par une ligne de 243 miles à 150 kV.

### New Deal
La Californie bénéficia des grands travaux du New Deal, en particulier :
- le Central Valley Project, projet fédéral conçu en 1933 par le Bureau of Reclamation pour l'irrigation de la Vallée Centrale de Californie ; la plupart des grandes centrales hydroélectriques californiennes ont été construites dans le cadre de ce projet ;
- la construction du Barrage Hoover de 1931 à 1936, dont la Californie reçoit plus de la moitié de la production d'électricité[3].

### Après-guerre
Après la seconde guerre mondiale se produisit un boom économique qui amena PG&E à lancer en cinq ans la construction de 14 centrales hydroélectriques et cinq centrales à vapeur. De 1945 à 1970, SCE a construit 10 nouvelles centrales à gaz et à fioul le long de la côte sud ; la capacité de ses centrales hydroélectriques a plus que doublé entre 1945 et 1960.
La Centrale nucléaire de Vallecitos (ou centrale nucléaire expérimentale Santa Susanna, 7,5 MW) a été la première centrale nucléaire privée de production d'électricité raccordée au réseau de service public en 1957.
En 1960, PG&E inaugure la première centrale géothermique de The Geysers. En 1970, elle lance les premiers programmes d'économies d'énergie. En 1984, elle inaugure la centrale nucléaire de Diablo Canyon.
En 1968, SCE achève la construction de la première tranche de la centrale nucléaire de San Onofre (450 MW), la première centrale nucléaire de grande taille à l'ouest des Rocheuses ; elle a fonctionné 25 ans avant de fermer en 1992.
De 1967 à 1970, les principales compagnies électriques californiennes (SCE, PG&E, San Diego Gas and Electric et Los Angeles Department of Water and Power) construisent le système d'interconnexion Pacific AC-DC Intertie, constitué de deux lignes à très haute tension (500 kV), l'une à courant alternatif et l'autre à courant continu ; cette dernière est la première grande ligne à courant continu haute tension construite aux États-Unis ; la capacité du système a été progressivement portée à 8 000 MW. Elles relient Los Angeles aux États du nord-ouest : Oregon et Washington.

### Libéralisation
En 1988, pour s'adapter à l'ouverture à la concurrence dans le secteur électrique, SCE crée une holding, SCECorp, qui coiffe deux filiales : SCE, qui reste une utility régionale soumise à la supervision de la CPUC, et le groupe Mission, qui regroupe les sous-filiales non-régulées.
Le 24 octobre 1992, le président Bush (père) signe le Energy Policy Act 1992, qui amende les lois PUHCA de 1935 et PURPA de 1978 pour accroître la concurrence. C'est alors que la California Public Utilities Commission (CPUC) lance l'élaboration d'un plan de restructuration, qui débouche sur le vote (à l'unanimité) en septembre 1996 du California Assembly Bill AB1890. L'intégration verticale du système existant était jugée inefficace, le système avait des coûts très élevés, et il ne fournissait pas suffisamment d'incitations à investir dans de nouvelles centrales. La restructuration commença par la création de deux marchés de gros ; mais ces marchés étaient organisés en deux compartiments isolés, créant des inefficacités de marchés et des opportunités de manipulation ; de plus, les prix de gros étaient très volatils alors que les prix de détail étaient fixés de façon rigide, rendant impossible la rentabilisation des investissements de production. Les utilities étaient de plus tenues de céder la plupart de leurs actifs de production, mais ces cessions furent financièrement désavantageuses et ne leur laissa que peu de capacités de production pour équilibrer le système.
En 1997 est créé le holding PG&E Corporation, dont Pacific Gas and Electric Company devient une filiale à côté d'une autre filiale non soumise au statut de public utility créée pour participer au développement de la concurrence dans le secteur de l'énergie. La même année, SCE cède l'ensemble de ses centrales à gaz pour se conformer à la politique d'ouverture à la concurrence de CPUC.
La libéralisation du marché stimula les projets de nouvelles centrales : en 1998, les demandes d'autorisations furent les plus nombreuses depuis 16 ans, et elles augmentèrent encore en 1999 et 2000 ; mais le processus d'octroi des licences était complexe et très long, les projets donc tardèrent à se réaliser et les importations durent être accrues. En 2000, les pluies faibles dans la région nord-ouest des États-Unis réduisirent les possibilités d'importation pour la Californie : les importations baissèrent de plus de 2 000 MW en moyenne, alors que la demande augmentait de 4 % ; les centrales les plus performantes fonctionnaient à la limite de leur capacité, et il fallut accroître l'appel à des centrales à gaz anciennes à faible rendement ; le réseau de gazoducs fut lui aussi vite saturé : faute d'investissements de modernisation, des contraintes apparurent sur son utilisation, poussant les prix du marché gazier à la hausse ; au surplus, plusieurs centrales avaient dû être arrêtées pendant l'hiver pour maintenance car elles avaient été déjà poussées à bout l'été précédent. En juin 2000, la combinaison de ces problèmes déclencha une crise : les prix de gros de l'électricité, qui étaient à 30 $/MWh en avril, passèrent à 100 $/MWh, puis atteignirent en novembre 250 à 450 $/MWh ; au début 2001, des coupures tournantes durent être organisées. Cette crise, généralement désignée comme « crise de l'énergie en Californie », toucha en fait l'ensemble des États de la côte Ouest, où les prix de gros flambèrent ; mais les autorités californiennes refusèrent de répercuter la hausse des prix de gros sur les prix de détail, ce qui aurait pu atténuer la crise en réduisant la demande ; de plus, la CPUC interdisait aux utilities de conclure des contrats d'approvisionnement à long terme, qui auraient pu réduire la volatilité des prix. L'explosion des prix de gros combinée au blocage des prix de détail épuisa la trésorerie des deux grandes utilities californiennes, Pacific Gas and Electric Company (PG&E) et Southern California Edison (SCE) ; l'État intervint pour acheter l'électricité sur le marché de gros pour leur compte, mais son budget s'avéra vite insuffisant pour continuer ; PG&E fut déclaré en faillite et SCE réussit à trouver un arrangement avec la CPUC ; plusieurs petits fournisseurs de ces deux entreprises publiques furent entrainés dans leur chute. En juin 2001, la crise était terminée grâce à la mise en service de nouvelles centrales, les prix de gros étaient revenus à 50 $/MWh. En 2002, Edison Mission Energy, filiale de SCE, fut obligée de vendre la quasi-totalité de ses filiales à l'étranger.

### L'âge du développement durable
Dès 1975, après la crise pétrolière de 1973, SCE décide de cesser ses effeorts de développement des ventes et lance les premiers programmes d'économies d'énergie pour encourager ses consommateurs à utiliser l'électricité de façon plus efficace. En 1978, la compagnie crée un centre de recherche sur l'énergie éolienne près de Palm Springs. En 1980, son PDG annonce un programme décennal de développement de 2 000 MW d'énergies renouvelables : éolien, solaire, géothermie, pile à combustible, hydroélectricité et cogénération. En 1981 est mise en service la centrale géothermique de Brawley (10 MW) ; en 1982 entre en service la centrale solaire thermodynamique Solar 1 ; une seconde centrale, Solar 2, sera inaugurée en 1996 ; en 1983 SCE crée avec Texaco une filiale commune, Edison Mission Energy, pour développer en commun une centrale de cogénération près de Bakersfield : Kern River Cogenration Project, qui entre en service en 1985 et sera suivie de trois autres centrales dans la même région.
En 2004, le gouverneur Arnold Schwarzenegger fixe l'objectif de 3 000 MW de panneaux solaires sur les toits de maisons. En 2007, SCE commence la construction de la ligne de transport de Tehachapi, première ligne à haute tension dédiée spécifiquement au transport d'électricité renouvelable. En 2009 commence le programme d'installation de 5 millions de compteurs intelligents par SCE. En 2014, SCE installe dans la zone éolienne de Tehachapi, avec l'aide de l'US Department of Energy, le plus grand système américain de stockage d'électricité par batteries, avec 605 000 batteries lithium-ion.

## Place parmi les États des États-Unis
Avec une population de 39,5 millions d'habitants en 2017, soit 12,1 % de la population des États-Unis, la Californie est l'État le plus peuplé du pays ; elle est aussi au 1er rang pour le PIB avec 2 747 milliards de dollars en 2017.
En 2017, la Californie se classait au 2e rang parmi les États des États-Unis pour la production hydroélectrique conventionnelle, au 1er rang pour la production d'électricité à partir de biomasse, de géothermie et d'énergie solaire et au 5e rang pour la production totale d'électricité. Elle se classait au 15e rang pour la production nette d'électricité nucléaire après la fermeture définitive de l'une de ses deux centrales nucléaires, celle de San Onofre en juin 2013.

## Organisation du secteur
La California Energy Commission a pour mission la définition de la politique énergétique de l'État et sa planification ; elle promeut les économies d'énergie en édictant des normes d'efficacité énergétique, finance des programmes de recherche, promeut les énergies renouvelables, étudie la transformation des transports, délivre les certifications pour les centrales thermiques et organise les plans d'urgence.
La California Public Utilities Commission (CPUC) réglemente les entreprises privées de service public électriques et gazières (utilities) ; les entreprises publiques telles que le  Los Angeles Department of Water and Power échappent à sa tutelle. Les tarifs des utilities sont soumis à l'autorisation de la CPUC. La CPUC évalue les besoins de nouveaux équipements de production à moyen et long terme, ainsi que les besoins de flexibilité pour compenser l'intermittence de l'éolien et du solaire et les besoins de lignes électriques ; elle accorde les licences aux fournisseurs.
Sur les 15,06 millions de consommateurs d'électricité californiens, 11,59 millions sont clients des 39 fournisseurs privés (64 % des ventes), 3,07 millions de 39 fournisseurs publics (23,5 % des ventes), les autres passent par la vente directe, par des coopératives, etc.
Pacific Gas and Electric Company (PG&E) est le principal acteur historique du secteur. Fondée en 1905, elle est l'un des plus grands fournisseurs de gaz et d'électricité américains avec 5,4 millions de clients pour l'électricité et 4,3 millions pour le gaz, dans les régions nord et centre de la Californie. Bien que cotée en bourse, elle a un statut de service public (public utility), très réglementé depuis le Public Utility Holding Company Act de 1935 ; elle est soumise à la supervision de la California Public Utilities Commission (CPUC). Elle gère le réseau électrique de son territoire de desserte. Elle produit de l'électricité dans la centrale nucléaire de Diablo Canyon, dans ses 68 centrales hydroélectriques totalisant une puissance de 3 900 MW, alimentées par plus de 100 réservoirs répartis sur 16 bassins hydrologiques, et dans ses centrales à cycle combiné gaz de Gateway et Colusa (1 237 MW au total).
Southern California Edison (SCE), filiale d'Edison International, est le principal fournisseur d'électricité du sud de la Californie ; SCE a distribué 87 TWh en 2015 grâce à son réseau. Plusieurs zones de la Californie méridionale échappent à SCE : celles du Los Angeles Department of Water and Power (population desservie : plus de quatre millions), de San Diego Gas & Electric, de l'Imperial Irrigation District et de quelques petites municipalités.

## Politique énergétique
Le parlement californien a établi en 2002 le California Renewables Portfolio Standard (RPS), un programme qui impose aux « utilities » et autres fournisseurs d'électricité de porter la part des énergies renouvelables à 33 % de leurs fournitures totales en 2020 ; cet objectif global est réparti entre les fournisseurs en tenant compte de la part initiale des EnR existantes dans leur mix : l'objectif 2020 pour PG&E est de 43 % et sa réalisation 2015 est de 29,5 % ; SCE a un objectif de 41,4 % et en est à 24,3 % ; l'objectif de San Diego Gas & Electric est de 45,2 % et sa situation 2015 est à 35,2 %.
Un programme de soutien à l'énergie solaire, la California Solar Initiative (CSI), s'est terminé fin 2016, son objectif de 1 750 MW installés ayant été dépassé et la chute des prix des équipements rendant inutile la poursuite des incitations directes. Les consommateurs équipés de panneaux solaires continuent à bénéficier des prêts du Net Metering Program (NEM) pour financer les compteurs mesurant les excédents de production solaire injectés sur le réseau.
Le Global Warming Solutions Act de 2006 a lancé la mise en route d'un système d'échange de quotas d'émissions de gaz à effet de serre : California's Greenhouse Gas Cap-and-Trade Program, supervisé par le California Air Resources Board (ARB) ; un plafond (« cap ») d'émissions pour la Californie est fixé et abaissé de 3 % par an jusqu'à ce que l'État atteigne ses objectifs de réduction des émissions.
La CPUC gère également un programme de soutien au développement de la cogénération, qui fixe aux « utilities » des objectifs de 3 000 MW de cogénération d'ici 2020, ainsi que des objectifs de réduction des émissions de gaz à effet de serre.
Elle prépare un programme de promotion des systèmes de stockage d'énergie.
Le programme Resource Adequacy mis en place en 2004 a pour but d'assurer la fiabilité de la fourniture d'électricité ; des obligations d'« adéquation des ressources » sont imposées à toutes les « entités procurant de la puissance » (Load Serving Entities) qui sont les « utilities » et autres fournisseurs d'électricité ; ces entités doivent prouver périodiquement qu'elles disposent de suffisamment de puissance pour couvrir les besoins à la pointe du système électrique majorés d'une marge de réserve de 15 %.
En 2019, la prolifération des incendies souvent causés par les lignes électriques met en danger la survie des trois distributeurs d'électricité californiens. Selon une analyse du parlement californien, les défaillances des lignes électriques sont responsables de 40 % des vingt feux les plus destructeurs de l'histoire de la Californie, dont le Camp Fire, le plus meurtrier de tous, qui a provoqué la mort de 85 personnes et la destruction de près de 19.000 bâtiments en novembre 2018 ; les autorités ont déterminé que ce feu a été déclenché par les équipements de la Pacific Gas and Electric Company (PG&E), déjà responsables de 18 feux en 2017 dans la région viticole au nord de San Francisco. PG&E s'est déclarée en faillite en janvier 2019 du fait des dédommagements évalués à 30 milliards de dollars, et Standard & Poor's a dégradé les notes d'Edison et Sempra Energy, qui se partagent le marché du sud de la Californie. Selon l'université de Berkeley, sans intervention législative, les tarifs résidentiels de PG&E risquent de doubler dans les huit prochaines années. Les élus californiens ont décidé de créer un fonds de 21 milliards de dollars pour couvrir les dépenses des entreprises liées aux incendies ; une moitié du fonds proviendra des contributions des entreprises et l'autre du prolongement sur 15 ans d'une taxe de quelques dollars par mois sur la facture d'électricité des habitants.
En octobre 2019, PG&E a coupé l'électricité à 2 millions d'habitants et annonce quinze jours plus tard une nouvelle coupure pouvant toucher jusqu'à 2,7 millions de personnes à la suite de prévisions de vents violents et chauds pouvant atteindre 120 km/h. PG&E a annoncé que l'une de ses lignes de transmission avait dysfonctionné sept minutes avant le départ du feu de Kincade, qui a causé l'évacuation de 90 000 habitants. Un juge a validé la capacité des hedge funds Elliot et Pimco à présenter un plan de restructuration alternatif à celui de PG&E, après leur association avec des victimes des précédents feux. Les maires de San José et San Francisco proposent de transformer PG&E en coopérative, dont les citoyens seraient actionnaires.
En août 2020, la Californie fait face à des températures records, dépassant 50 degrés à certains endroits, qui ont fait exploser la demande en électricité liée à la climatisation. Près de 220.000 foyers clients de PG&E ont été affectés chaque soir par des coupures de courant du 14 août au 18 août, ainsi qu'un nombre plus réduit de consommateurs clients de Southern California Edison et San Diego Gas & Electric. Le gestionnaire de réseau californien a justifié cette interruption par « l'augmentation de la demande en électricité, la perte inattendue d'une centrale de 470 mégawatts et celle de près de 1.000 mégawatts d'énergie éolienne ». La climatisation représentait plus de 15 % de la demande totale en électricité des États-Unis en 2016 et sa part peut atteindre jusqu'à 70 % de la demande résidentielle les jours les plus chauds de l'année. Jusqu'à 2019, la Californie avait réussi à faire face aux périodes de forte demande en important de l'électricité des États voisins, et en recourant à des centrales fonctionnant aux énergies fossiles. Mais la canicule affecte cet été la majeure partie des États-Unis, et l'État a continué à fermer des centrales fonctionnant au gaz, au charbon ou à l'énergie nucléaire ces dernières années, tout en investissant dans les énergies renouvelables ; l'Agence internationale de l'énergie soulignait en 2018 que l'énergie solaire, plutôt bien adaptée aux besoins de climatisation, ne peut fonctionner seule : d'autres capacités de production ou de stockage sont nécessaires aux heures où le soleil ne brille pas.
L'opérateur du réseau CAISO précise qu'au cours des cinq dernières années la puissance installée a été amputée de 9 GW du fait de la fermeture de plusieurs centrales au gaz naturel ; pour compenser, les autorités ont ordonné aux fournisseurs d'électricité l'ajout de 3,3 GW de capacité d'ici à 2023, principalement sous la forme de batteries géantes connectées au réseau. Seuls 0,5 GW de batteries sont actuellement installés et 12 GW seraient nécessaires au total. Avec un prix de 400 dollars par kilowattheure, l'effort pourrait coûter 19 milliards de dollars à l'État, selon Moody's. La batterie la plus puissante du monde (230 MWh)a été inaugurée à San Diego en juillet 2020 par la société LS Power, qui va construire une autre batterie, de 200 MWh, dans la baie de San Francisco. Des fabricants de batteries pour particuliers et entreprises proposent une approche plus décentralisée : les propriétaires de panneaux solaires sont incités à s'équiper des batteries et à fournir au réseau l'électricité stockée en cas de pic contre rémunération ; mais le coût d'installation d'une batterie, entre 5.000 et 6.000 dollars avec les aides fiscales, en plus des panneaux solaires, décourage encore beaucoup d'individus. Une autre solution consiste à rémunérer les clients qui s'engage à réduire leur consommation aux heures de pointe : la société OhmConnect se targue d'avoir réduit la demande de 150 150 MW en 2019 en rémunérant ainsi ses 150.000 clients. Enfin, face à ce décalage entre fermeture de centrales aux énergies fossiles et déploiement de batteries, certains appellent l'État à renoncer à l'abandon du nucléaire décidé après l'accident de Fukushima ; le régulateur avait approuvé la fermeture en 2025 de la centrale nucléaire de Diablo Canyon, la dernière centrale nucléaire de l'État, qui produit près de 10 % de l'électricité de Californie sans émission de CO2.
Alors que la loi « SB 100 » de 2018 engage la Californie à assurer aux consommateurs une fourniture d'électricité 100 % verte à la fin de l'année 2045, avec deux étapes intermédiaires : un tiers d'électricité renouvelable fin 2020 et 60 % fin 2030, le premier rapport d'évaluation publié en décembre 2020 par les trois agences publiques de Californie chargées de l'énergie estime que l'objectif fixé pour 2045 est globalement « réalisable » avec les technologies existantes. En 2019, 53 % des ventes au détail en Californie provenaient des énergies renouvelables, mais les coupures d'électricité de l'été 2020 révèlent une inadéquation des ressources. L'un des défis est la baisse rapide de la production solaire chaque fin de journée. Le stockage apparaît comme l'une des technologies prometteuses, en allongeant la disponibilité de la production solaire ou éolienne. Après la batterie « Gateway » de San Diego, qui prévoit de livrer quand nécessaire une heure d'électricité, puis trois heures en 2021 et quatre heures plus tard, Tesla et PG & E lancent le projet « Moss Landing » à Monterey, à partir de batteries du constructeur automobile. Elon Musk a récemment promis sur Twitter 100 millions de dollars à qui ferait la meilleure proposition pour développer la séquestration du carbone et son stockage (CCS).
En août 2021, la Californie autorise, à la demande du département des ressources en eau de Californie, l'installation de cinq mini-centrales à gaz de 30 MW chacune afin d'éviter les coupures de courant. Le gouverneur de l'État, Gavin Newsom, annonce également un allégement des procédures administratives pour les projets verts, en particulier les projets de stockage en batterie.

## Production

Production d'électricité en Californie par sources en 2018 (avec la production estimée des petites installations).

La production nette des centrales électriques californiennes s'élevait en 2018 à 197 227 GWh, en recul de 4,3 %, soit 4,7 % de la production totale des États-Unis : 4 177 810 GWh ; s'y ajoute la production estimée des petites installations photovoltaïques : 13 046 GWh, portant la production totale nette à 210 273 GWh.
La production nette d'électricité s'élevait en 2017 à 206,1 TWh, dont 90,4 TWh (44 %) par les public utilities et 115,7 TWh (56 %) par les producteurs indépendants et les centrales de cogénération.
La puissance installée des centrales californiennes s'élevait à 76 414 MW en 2017, dont 39 434 MW de centrales à gaz (51,6 %), 10 198 MW de centrales hydroélectriques conventionnelles (13,3 %), 10 680 MW de centrales solaires (14 %), 5 858 MW de parcs éoliens (7,7 %), 3 912 MW de centrales de pompage-turbinage (5,1 %), 2 240 MW de centrales nucléaires (2,9 %), 1 838 MW de centrales géothermiques (2,4 %), 714 MW de centrales à bois (0,9 %), etc.
| Source d'énergie                                                                              | 1990    | % 1990 | 2000    | 2010    | 2017    | 2018    | Variation 2018/1990 | % 2018  |
| Charbon                                                                                       | 2 638   | 1,6 %  | 2 364   | 2 100   | 291     | 281     | -89 %               | 0,1 %   |
| Pétrole                                                                                       | 5 474   | 3,3 %  | 2 840   | 1 059   | 46      | 70      | -99 %               | 0,04 %  |
| Gaz naturel                                                                                   | 74 168  | 44,7 % | 103 219 | 107 522 | 88 350  | 92 202  | +24 %               | 43,8 %  |
| Autres gaz                                                                                    | 2 147   | 1,3 %  | 2 687   | 1 695   | 1 408   | 1 455   | -32 %               | 0,7 %   |
| Total fossiles                                                                                | 84 427  | 50,9 % | 111 110 | 112 376 | 90 095  | 94 008  | +11 %               | 44,7 %  |
| Nucléaire                                                                                     | 32 693  | 19,7 % | 35 176  | 32 201  | 17 901  | 18 214  | -44 %               | 8,7 %   |
| Hydraulique convent.                                                                          | 23 793  | 14,4 % | 38 334  | 33 431  | 42 363  | 25 989  | +9 %                | 12,4 %  |
| Géothermie                                                                                    | 14 521  | 8,8 %  | 12 308  | 12 600  | 11 560  | 12 027  | -17 %               | 5,7 %   |
| Bois et dérivés                                                                               | 4 122   | 2,5 %  | 3 574   | 3 551   | 2 967   | 5 776   | ns                  | 2,7 %   |
| Biomasse autres                                                                               | 2 026   | 1,2 %  | 2 610   | 2 451   | 2 841   | nd      |                     |         |
| Éolien                                                                                        | 2 759   | 1,7 %  | 3 518   | 6 079   | 12 823  | 13 650  | +395 %              | 6,5 %   |
| Solaire                                                                                       | 367     | 0,2 %  | 493     | 769     | 24 353  | 26 951  | +7244 %             | 12,8 %  |
| Total EnR                                                                                     | 47 588  | 28,7 % | 60 837  | 58 881  | 96 907  | 81 935  | +72 %               | 39,0 %  |
| Pompage-turbinage                                                                             | 986     | 0,6 %  | 938     | -171    | 407     | -149    | ns                  | -0,08 % |
| Déchets non EnR, divers                                                                       | 91      | 0,06 % | 22      | 839     | 835     |         | ns                  | 0,4 %   |
| Total centrales                                                                               | 165 785 | 100 %  | 208 082 | 204 126 | 206 146 | 197 227 | +19 %               | 93,8 %  |
| part des « utilities »                                                                        | 69,1 %  |        | 41,3 %  | 47,5 %  | 43,9 %  | 38,4 %  |                     |         |
| part des producteurs indépendants et de la cogénération                                       | 30,9 %  |        | 58,7 %  | 52,5 %  | 56,1 %  | 61,6 %  |                     |         |
| Solaire réparti                                                                               | nd      |        | nd      | nd      | 10 605  | 13 046  | ns                  | 6,2 %   |
| Total production Californie                                                                   | 165 785 |        |         |         | 216 751 | 210 273 | +27 %               | 100 %   |
| Source : EIA : 1990-2017 : production des centrales seules ; 2018 : Electric Power Monthly... |         |        |         |         |         |         |                     |         |

NB : en incluant le solaire réparti, la part du solaire est de 19 % et celle des EnR de 45,2 %.

### Thermique fossile
| Combustible | 1990   | % 1990 | 2000    | 2010    | 2017   | 2018   | Variation 2018/1990 | % 2018 |
| Charbon | 2 638  | 1,6 %  | 2 364   | 2 100   | 291    | 281    | -89 %               | 0,1 %  |
| Pétrole | 5 474  | 3,3 %  | 2 840   | 1 059   | 46     | 70     | -99 %               | 0,04 % |
| Gaz naturel | 74 168 | 44,7 % | 103 219 | 107 522 | 88 350 | 92 202 | +24 %               | 43,8 % |
| Autres gaz | 2 147  | 1,3 %  | 2 687   | 1 695   | 1 408  | 1 455  | -32 %               | 0,7 %  |
| Total fossiles | 84 427 | 50,9 % | 111 110 | 112 376 | 90 095 | 94 008 | +11 %               | 44,7 % |
| Source : EIA : production 1990-2017 ; Electric Power Monthly 2018... % 2018 : part dans la production d'électricité en Californie. |        |        |         |         |        |        |                     |        |

La part de la Californie dans la production d'électricité des États-Unis à partir de gaz naturel était de 6,3 % en 2018 (6,8 % en 2017).

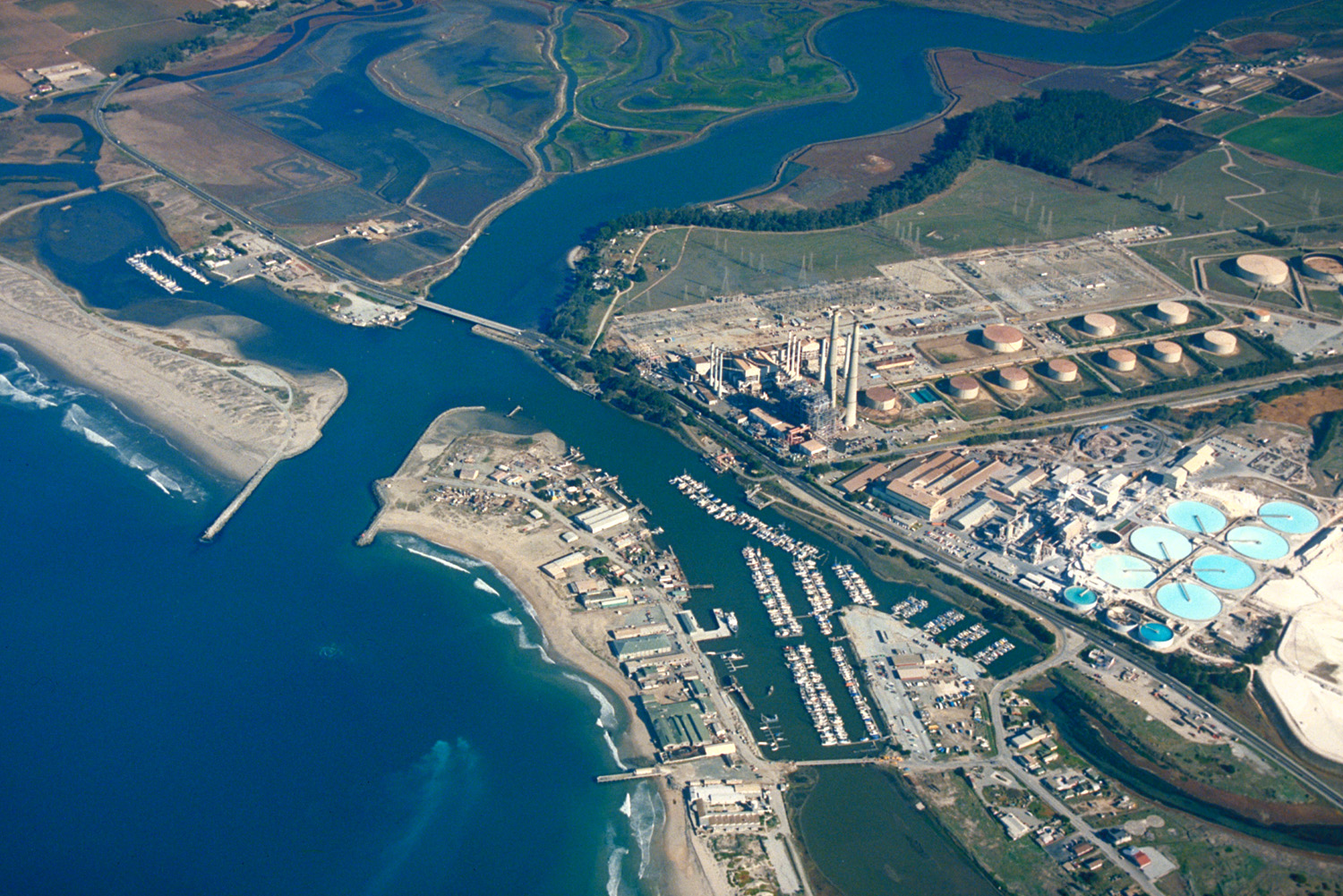
Vue aérienne de la centrale de Moss Landing.

La centrale de Moss Landing, dans la Baie de Monterey, était en 2015 la plus puissante centrale à gaz californienne avec 2 529 MW ; mais son propriétaire Dynegy a retiré en janvier 2017 ses unités 6 et 7 (1 509 MW) ; les unités 1 et 2, encore en fonctionnement car mises en service en 2002, ne totalisent plus que 1 020 MW.
La deuxième centrale à gaz californienne par sa taille est AES Alamitos Energy Center (1 997 MW) ; son propriétaire AES a déposé une demande d'autorisation pour la remplacer par une centrale moderne à cycle combiné de 1 936 MW, moins polluante et à démarrage beaucoup plus rapide afin de régulariser les variations de la production des centrales solaires et éoliennes.
Cinq autres centrales à gaz figurent parmi les dix plus puissantes centrales de Californie :
- Haynes (Los Angeles Department of Water & Power) : 1 572 MW ;
- Ormond Beach (NRG California South LP) : 1 516 MW ;
- Pittsburg Power (NRG Delta LLC) : 1 311 MW ;
- AES Redondo Beach LLC (AES) : 1 310 MW ;
- Mountainview Generating Station (SCE) : 972 MW.

### Nucléaire

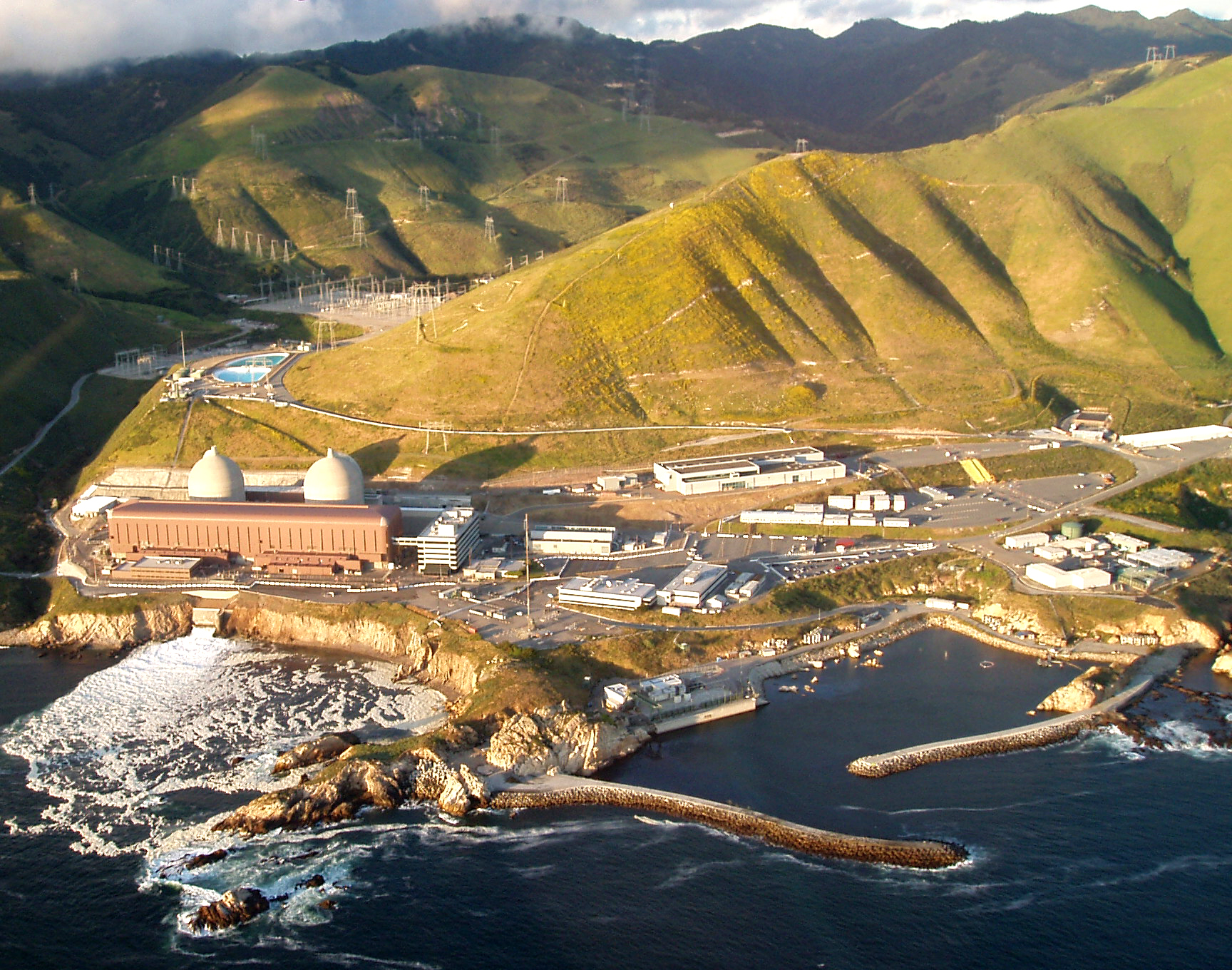
Centrale nucléaire de Diablo Canyon en 2005.

La production des centrales nucléaires en Californie s'élevait en 2018 à 18 214 GWh, en progression de 1,7 % par rapport à 2017, mais en recul de 44 % par rapport à 1990 du fait de la fermeture de la centrale de San Onofre en 2013 ; la part de la Californie dans la production nucléaire nationale était de 2,3 % en 2018.
La dernière centrale nucléaire californienne restant en fonctionnement est la Centrale nucléaire de Diablo Canyon : deux réacteurs REP de 1 100 MWe, mis en service en 1984 et 1985, Comté de San Luis Obispo.
Anciennes centrales :
- Centrale nucléaire de Rancho Seco : 913 MWe, exploitée de 1975 à 1989, Comté de Sacramento.
- Centrale nucléaire de Humboldt Bay : réacteur à eau bouillante de 63 MWe appartenant à la compagnie Pacific Gas and Electric, exploité de 1963 à 1976.
- Centrale nucléaire de Vallecitos : première centrale nucléaire privée de production d'électricité raccordée au réseau de service public. Le réacteur à uranium enrichi, modéré à l'eau légère, a permis de produire environ 40 GWh d'électricité durant sa période de production entre 1957 et 1963.
- Centrale nucléaire de San Onofre, fermée en 2013.

### Énergies renouvelables
| Source d'énergie | Zone             | 1990    | % 1990 | 2000    | 2010    | 2017    | 2018    | Variation 2018/1990 | % 2018 |
| Hydroélectricité | Californie       | 23 793  | 14,4 % | 38 334  | 33 431  | 42 363  | 25 898  | +9 %                | 12,4 % |
| Hydroélectricité | Total USA        | 292 866 | 9,6 %  | 275 573 | 260 203 | 300 333 | 291 724 | -0,4 %              | 6,9 %  |
| Hydroélectricité | % Californie     | 8,1 %   |        | 13,9 %  | 12,8 %  | 14,1 %  | 8,9 %   |                     |        |
| Autres EnR (centrales) | Californie       | 23 795  | 14,4 % | 22 503  | 25 450  | 54 544  | 58 404  | +145 %              | 26,6 % |
| Autres EnR (centrales) | Total USA        | 64 372  | 2,1 %  | 80 905  | 167 172 | 386 277 | 421 049 | +554 %              | 10,0 % |
| Autres EnR (centrales) | % Californie     | 37,0 %  |        | 27,8 %  | 15,2 %  | 14,1 %  | 13,9 %  |                     |        |
| Petites installations photovoltaïques                                                                                              | Californie       | nd      |        | nd      | nd      | 10 605  | 13 046  | ns                  | 6,2 %  |
| Petites installations photovoltaïques                                                                                              | Total USA        | 32      |        | 107     | 2 329   | 23 990  | 29 543  | x923                | 0,7 %  |
| Petites installations photovoltaïques                                                                                              | % Californie     | nd      |        | nd      | nd      | 44,2 %  | 44,2 %  |                     |        |
| Total EnR | Total Californie | 47 588  | 28,7 % | 60 837  | 58 881  | 107 512 | 97 348  | +105 %              | 45,2 % |
| Total EnR | Total USA        | 357 238 | 11,7 % | 356 478 | 427 375 | 710 600 | 742 316 | +x %                | x %    |
| Total EnR | % Californie     | 13,3 %  |        | 17,1 %  | 13,8 %  | 15,1 %  | 13,1 %  |                     |        |
| dont : |                  |         |        |         |         |         |         |                     |        |
| Géothermie | Californie       | 14 521  | 8,8 %  | 12 308  | 12 600  | 11 560  | 12 027  | -17 %               | 5,7 %  |
| Bois et dérivés | Californie       | 4 122   | 2,5 %  | 3 574   | 3 551   | 2 967   | 5 776   | ns                  | 2,7 %  |
| Biomasse autres | Californie       | 2 026   | 1,2 %  | 2 610   | 2 451   | 2 841   | nd      |                     |        |
| Éolien | Californie       | 2 759   | 1,7 %  | 3 518   | 6 079   | 12 823  | 13 650  | +395 %              | 6,5 %  |
| Solaire PV | Californie       | 367     | 0,2 %  | 493     | 769     | 32 594  | 37 539  | +10129 %            | 17,8 % |
| solaire thermodyn. | Californie       |         |        |         | nd      | 2 364   | 2 458   | +5,6 %              | 1,2 %  |
| Source : EIA : production 1990-2017 ; Electric Power Monthly 2018... % 2018 : part dans la production d'électricité en Californie. |                  |         |        |         |         |         |         |                     |        |

La puissance installée des centrales à énergies renouvelables en Californie s'élevait en 2017 à 29 811 MW, en progression de 4,4 % par rapport à 2016, et représentait 14,1 % du total des États-Unis : 210 803 MW. En ajoutant l'estimation de la puissance des installations photovoltaïques décentralisées (6 618 MW en 2017, en progression de 26 %), on arrive à un total EnR de 36 429 MW pour la Californie sur 226 951 MW pour l'ensemble des États-Unis, ce qui porte la part de la Californie à 16,1 %, alors que la part de la Californie dans la population des États-Unis était de 12,1 % en 2017.

#### Hydroélectricité

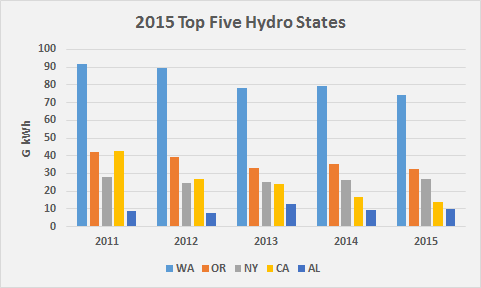
Les cinq premiers États producteurs d'hydroélectricité de 2011 à 2015 : Washington, Oregon, New-York, Californie, Alabama.

La production des centrales hydroélectriques conventionnelles en Californie s'est élevée en 2018 à 25 898 GWh, en baisse de 38,9 % par rapport à 2017 du fait d'une sécheresse sévère ; elle représente 12,4 % de la production d'électricité californienne (19,5 % en 2017) ; la part de la Californie dans la production hydroélectrique nationale était de 8,9 % en 2018 (14,1 % en 2017).
On voit très clairement sur le graphique ci-contre la forte baisse de la production hydroélectrique californienne depuis 2012.
La puissance installée des centrales hydroélectriques conventionnelles en Californie s'élevait en 2017 à 10 198 MW, au 2e rang parmi les États des États-Unis, loin derrière l'État de Washington ; elle a progressé de 0,07 % par rapport à 2016, et représentait 12,8 % du total hydroélectrique des États-Unis.
Pour la première fois depuis 2011, la sécheresse dont souffrait la Californie s'est atténuée de façon significative grâce à un hiver 2016-2017 exceptionnellement humide ; grâce à des précipitations records et à des températures plus basses que l'hiver précédent, le manteau neigeux est supérieur de 58 % à la normale fin mars ; la zone classée en « sécheresse exceptionnelle », catégorie la plus élevée de l'échelle de sécheresse, qui couvrait 40 % de l'État en mars 2015 et 35 % en mars 2016, est tombée à 0 % en mars 2017.

Grandes centrales hydroélectriques de Californie
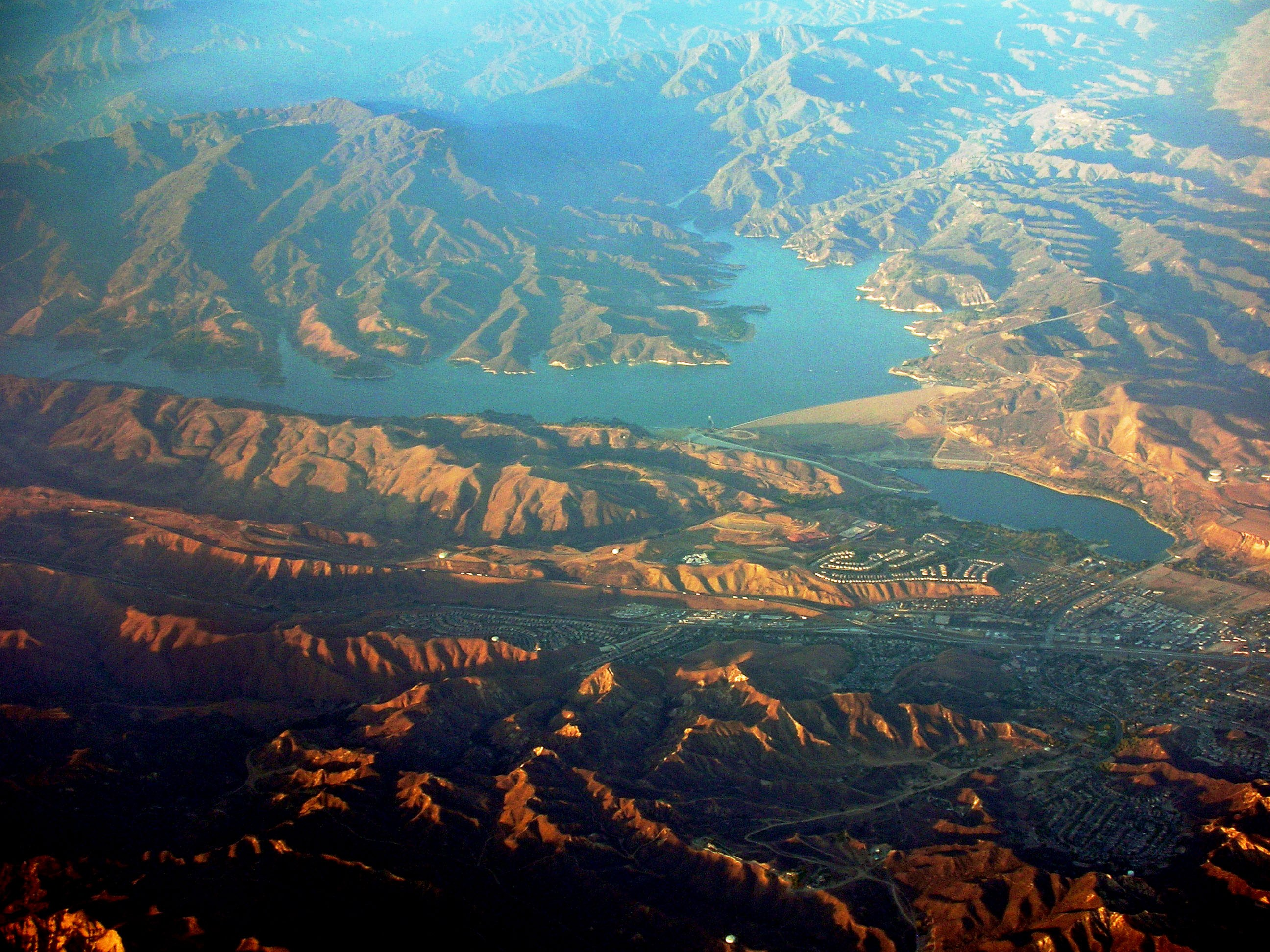
Lac et centrale de Castaic, 2007.
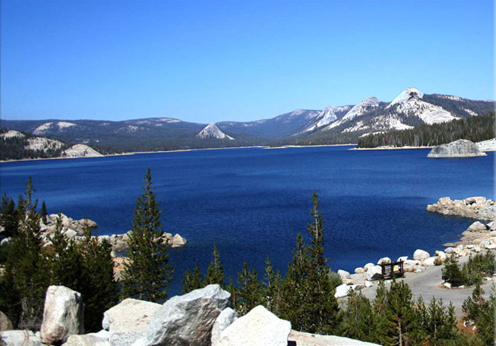
Réservoir supérieur de la centrale de Helms, 2012.
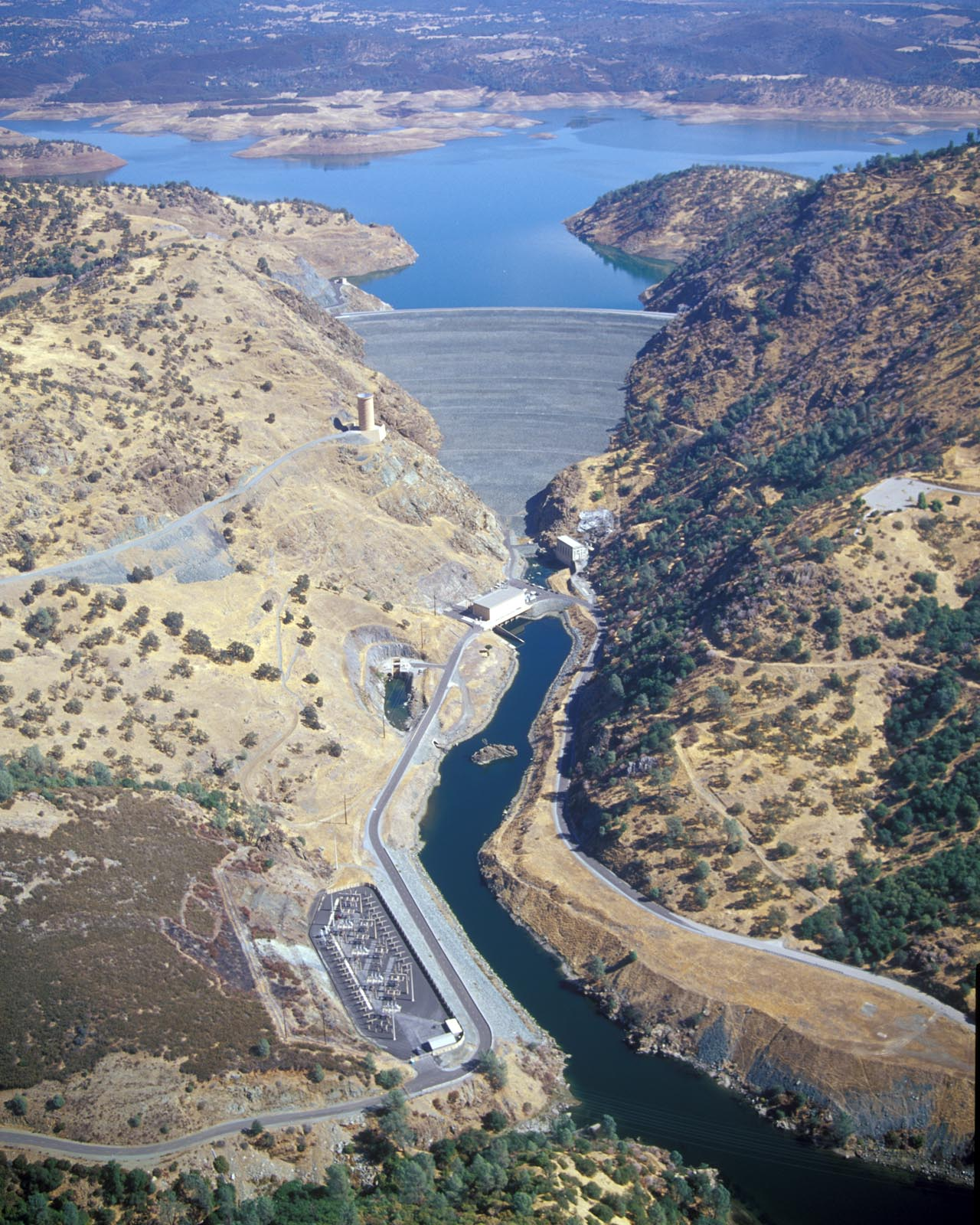
Barrage de New Melones, 2004.
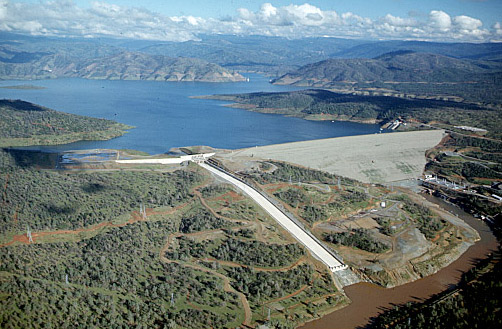
Barrage d'Oroville

Les centrales de pompage-turbinage de Castaic (1 507 MW), à 35 km au nord de Los Angeles, et de Helms (1 200 MW), à 80 km à l'est de Fresno, sont les centrales les plus puissantes de Californie.
Les principales centrales hydroélectriques conventionnelles de Californie font partie du Central Valley Project conçu en 1933 pour l'irrigation de la Vallée Centrale de Californie :
- Barrage d'Oroville : 819 MW ;
- Barrage de San Luis : 424 MW ;
- Barrage de New Melones : 300 MW ;
- Barrage de New Bullards Bar : 315 MW.

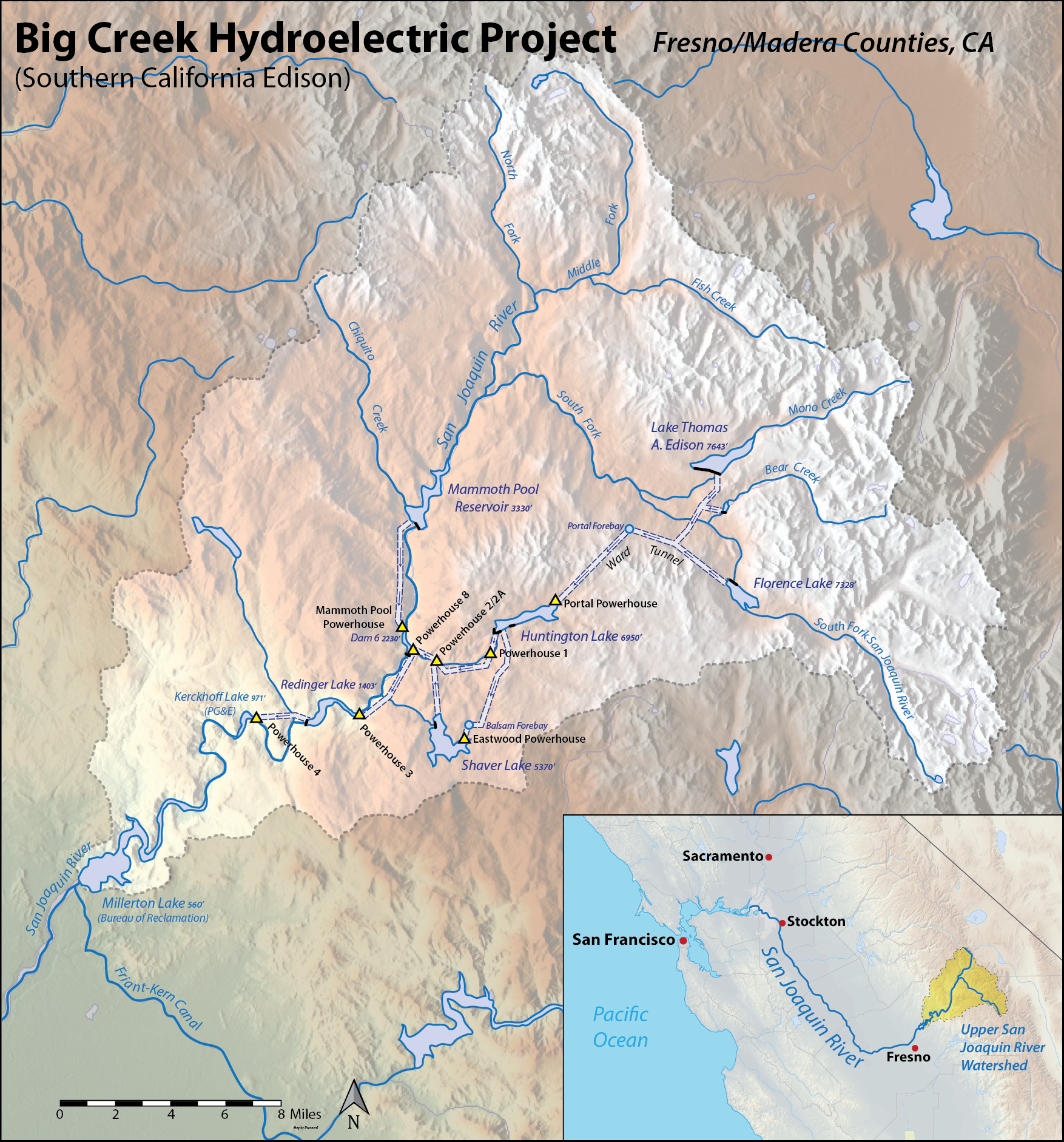
Aménagement hydroélectrique de Big Creek.

Plus au sud, l'aménagement hydroélectrique de Big Creek appartenant à SCE comprend 27 barrages et neuf centrales totalisant plus de 1 000 MW, construits en quatre phases de 1910 à 1987.

#### Géothermie

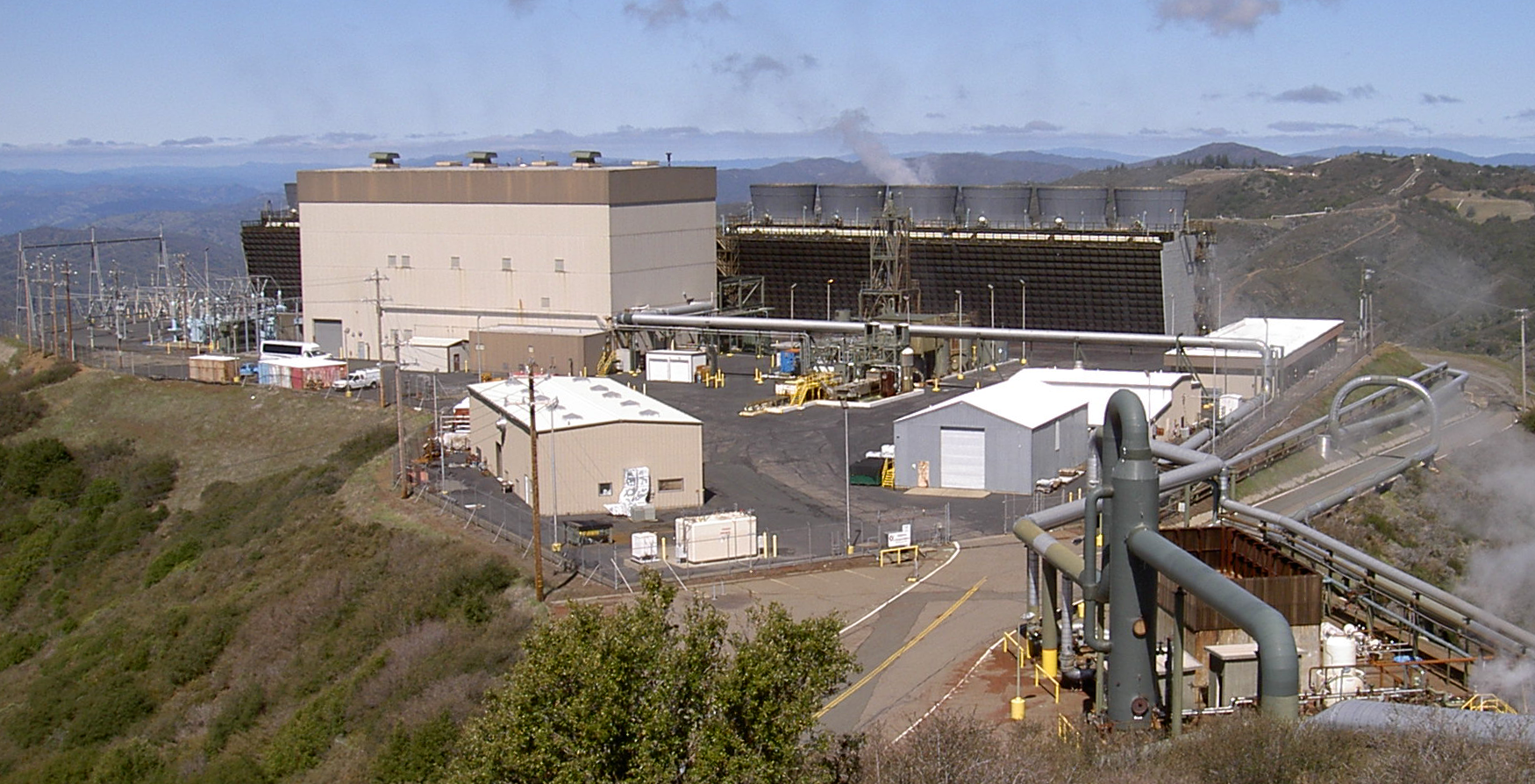
Centrale « Sonoma Calpine 3 » du complexe The Geysers en 2012.

La production des centrales géothermiques en Californie s'élevait en 2018 à 12 027 GWh, en hausse de 4 % par rapport à 2017, mais en recul de 17 % par rapport à 1990 ; elle représentait 5,7 % de la production d'électricité californienne ; la part de la Californie dans la production géothermique nationale était de 71,9 % en 2018.
La puissance installée des centrales géothermiques californiennes s'élevait en 2018 à 1 838 MW, en recul de 3,8 % par rapport à 2017, et représentait 74 % du total des États-Unis.
Le plus grand complexe géothermique mondial, dénommé The Geysers, est situé en Californie, à 116 km au nord de San Francisco ; il comprend 15 centrales, alimentées par 327 puits d'extraction ; la puissance moyenne atteignait 634 MW et la production 5 554 GWh en 2016.

#### Biomasse
La production des centrales à biomasse en Californie s'est élevée en 2018 à 5 776 GWh, en recul de 0,6 % par rapport à 2017 ; elle représente 2,7 % de la production d'électricité californienne ; la part de la Californie dans la production nationale à biomasse était de 9,2 % en 2018.
La puissance installée des centrales à biomasse s'élevait en 2017 à 1 237,5 MW, en recul de 4,7 % par rapport à 2017, et représentait 8,9 % du total des États-Unis.

#### Éolien
La production des centrales éoliennes en Californie s'est élevée en 2018 à 13 650 GWh, en progression de 6,5 % par rapport à 2017 ; elle représentait 6,5 % de la production d'électricité californienne ; la part de la Californie dans la production éolienne nationale était de 5,0 % en 2018 ; la Californie se situait en 2018 au 5e rang derrière le Texas, l'Oklahoma, l'Iowa et le Kansas.
La puissance installée des centrales éoliennes en Californie s'élevait en 2017 à 5 857,7 MW, en progression de 3,5 % par rapport à 2017, et représentait 6,7 % du total éolien des États-Unis.
Parmi les grandes centrales éoliennes de Californie, les principales sont :
- Parc éolien d'Alta : 1 548 MW, le plus grand des États-Unis[44] ;
- Ferme éolienne de Tehachapi Pass : 705 MW ;
- Ferme éolienne de San Gorgonio Pass : 615 MW ;
- Parc éolien d'Altamont Pass : 576 MW.

#### Solaire photovoltaïque
Les régions situées au Sud-Ouest des États-Unis bénéficient d'un excellent potentiel solaire : des zones étendues dépassent 7 kWh/m2/jour (comparaison : 4,5 kWh/m2/j en Provence-Alpes-Côte d'Azur) ; c'est en particulier le cas du sud de la Californie, comme le montre la carte ci-contre.
Les installations solaires photovoltaïques de la Californie ont produit 37 539 GWh d'électricité en 2018, dont 24 493 GWh dans des centrales de taille commerciale et 13 046 GWh par de petites installations (particuliers, professionnels, etc) ; cette production progresse très rapidement : +15,2 % en 2018 ; elle représente déjà 19 % de la production totale d'électricité en Californie et 40,6 % du total de la production d'électricité photovoltaïque des États-Unis.

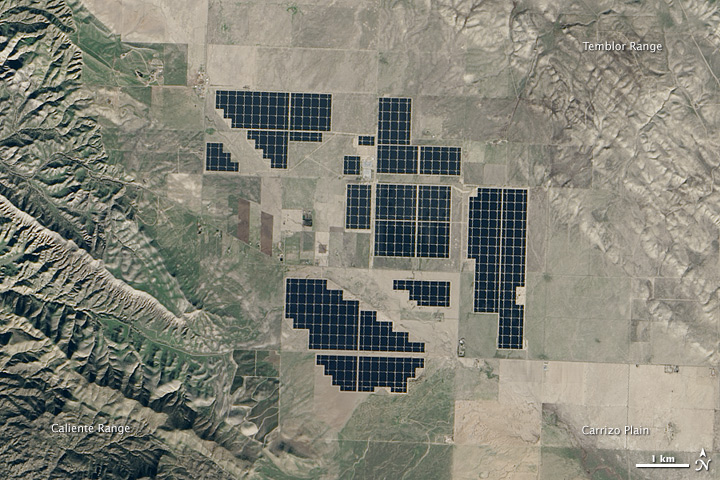
Ferme solaire Topaz, California Valley, Comté de San Luis Obispo, photo satellite, janvier 2015.

En 2014, la Californie est devenue le premier État des États-Unis à dépasser la barre des 5 % d'électricité produite par des centrales solaires de taille commerciale (1 MW ou plus), avec 9,9 TWh produits en 2014 contre 3,8 TWh en 2013 (1,9 % de l'électricité totale). La Californie a produit plus que l'ensemble des autres états réunis. Avec la mise en service de plusieurs centrales géantes (Topaz, Desert Sunlight, Ivanpah et Genesis), la puissance installée de ces centrales s'est accrue de 1 900 MW et a atteint 5 400 MW. Par ailleurs, grâce à diverses incitations financières, 2 300 MW d'installations solaires de petite taille ont été ajoutées sur les toits de maisons ou d'immeubles commerciaux, grâce à l’effondrement des coûts des panneaux solaires, divisés par cinq en cinq ans : en 2015, environ 2,5 millions de foyers californiens utilisent l'énergie produite par leurs panneaux photovoltaïques.

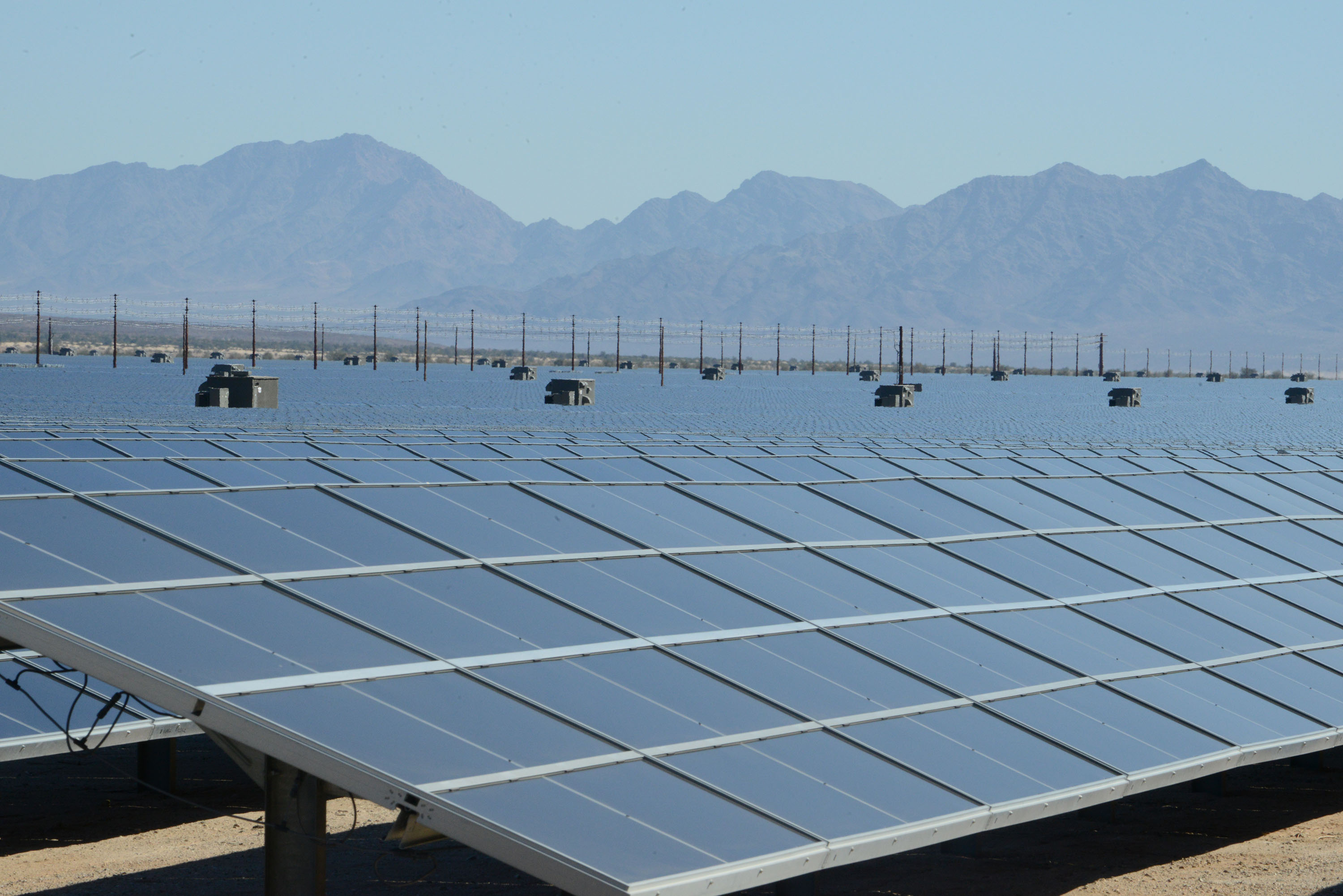
Ferme solaire Desert Sunlight, septembre 2015

Les trois plus grandes centrales photovoltaïques des États-Unis sont en Californie :
- Solar Star : 579 MW
- Topaz : 550 MW
- Desert Sunlight : 550 MW

#### Solaire thermodynamique

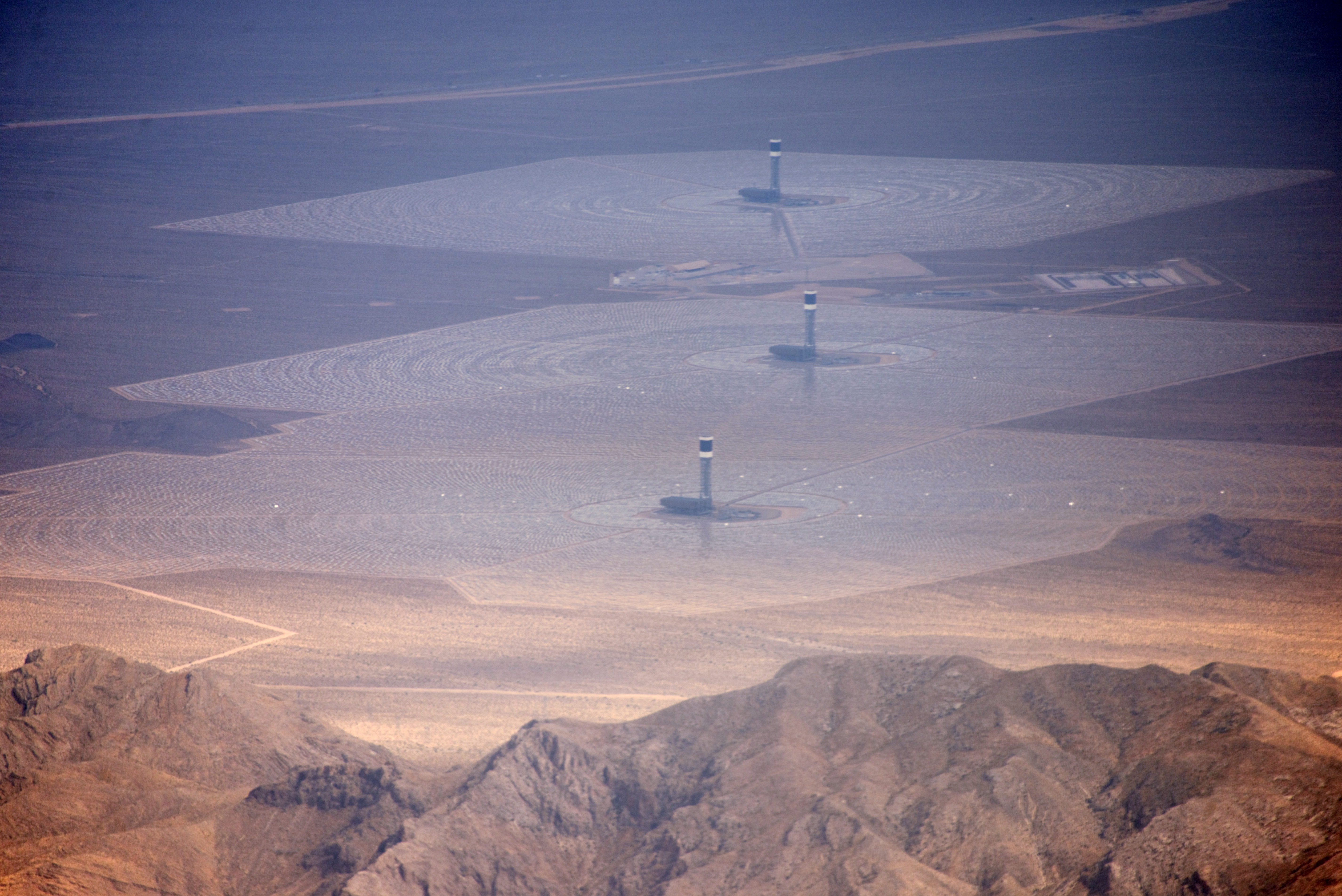
Vue aérienne de la centrale solaire d'Ivanpah en juillet 2014.

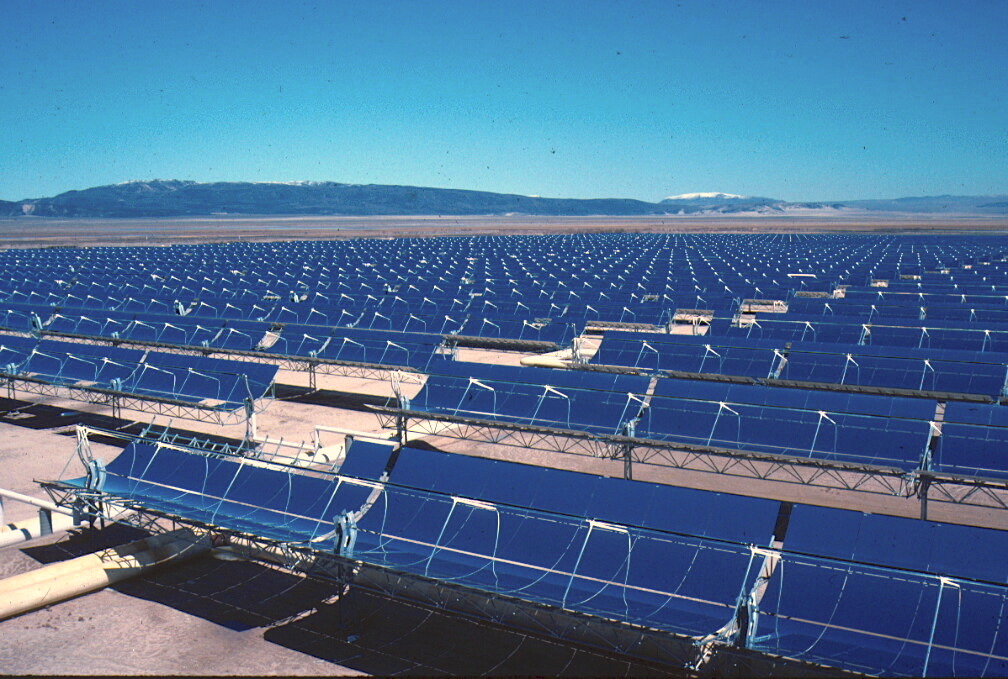
Solar Energy Generating Systems (SEGS) dans le désert de Mojave.

La production des centrales solaires thermodynamiques en Californie s'élevait en 2018 à 2 458 GWh, en progression de 4 % par rapport à 2017 ; elles fournissaient 1,2 % de la production d'électricité de la Californie ; la part de la Californie dans la production solaire thermodynamique nationale était de 68,4 % en 2018.
La puissance installée de ces centrales s'élevait en 2017 à 1 284 MW, sans changement depuis 2015, et représentait 73 % du total des États-Unis.
Sur les cinq plus grandes centrales solaires thermodynamiques des États-Unis, quatre sont en Californie :
- Centrale solaire d'Ivanpah : 392 MW
- Solar Energy Generating Systems : 354 MW
- Centrale solaire de Mojave : 250 MW
- Projet d'énergie solaire Genesis : 250 MW

## Réseaux de transport et distribution
Chaque « utility  » gère son réseau :
- Pacific Gas and Electric Company (PG&E) gère le réseau électrique des régions nord et centre de la Californie : 141 215 miles de lignes de distribution et 18 616 miles de lignes de transport[15].

- Southern California Edison (SCE) gère le réseau de la partie sud de la Californie : 90 401 miles de lignes de distribution et 12 782 miles de lignes de transport[18].

Le Projet de transmission de l'énergie renouvelable de Tehachapi consiste en la construction de plusieurs lignes à haute tension, d'une capacité totale de 4 500 MW, pour transporter l'électricité produite par les parcs éoliens de Tehachapi (Ferme éolienne de Tehachapi Pass, Parc éolien d'Alta, etc) ; ce projet a été achevé en 2016 ; il inclut la première ligne souterraine à 500 kV des États-Unis.

## Importations d'électricité
En 2016, le réseau d'électricité californien a importé en moyenne 201 GWh par jour, soit 26 % de la demande moyenne, dont 122 GWh provenant des huit États de la région nord-ouest de l'interconnexion occidentale (WECC), du Colorado au Washington, et 68 GWh provenant des États de sa région sud-ouest (Arizona et Nouveau-Mexique) ; une petite partie des importations provient du Mexique. La production nette de la Californie en 2016 s'élevait à 210 TWh et représentait 29 % du total du système interconnecté WECC, alors que sa consommation de 283 TWh représentait 39 % du total régional.
Une part importante des importations de la Californie découle de droits contractuels que des fournisseurs d'électricité californiens ont acquis sur la production de centrales situées dans des États voisins, en échange de leur participation au financement de ces centrales ; par exemple, plus de la moitié de la production du barrage Hoover, construit de 1931 à 1936 sur le fleuve Colorado à la frontière entre l'Arizona et le Nevada, revient à des entités californiennes, dont 28,54 % pour le Metropolitan Water District of Southern California, 15,42 % pour la municipalité de Los Angeles, 5,54 % pour SCE et 5,6 % pour 9 petites municipalités ; la production de ce barrage est en moyenne annuelle de 4,2 TWh, la Californie en importe donc environ 2,3 TWh par an, soit 2 à 3 % de ses importations totales ; autre exemple : SCE possède 16,5 % de la centrale nucléaire de Palo Verde en Arizona, qui produit environ 30 TWh ; la part de SCE est donc d'environ 5 TWh, soit 5 à 6 % des importations californiennes.
| Secteur                         | 1990   | 2000   | 2010   | 2015   | 2017   | Variation 2017/1990 |
| Importations internationales    | 5,14   | 5,51   | 3,47   | 13,78  | 14,70  | +186 %              |
| Exportations internationales    | 0,52   | 2,13   | 0,40   | 0,15   | 0,46   | -12 %               |
| Importations inter-états nettes | 66,09  | 62,16  | 79,67  | 79,37  | 65,38  | -1 %                |
| Solde importateur               | 70,71  | 65,55  | 82,75  | 93,00  | 79,62  | +12,6 %             |
| Total approvisionnements        | 237,01 | 275,75 | 287,27 | 289,85 | 286,23 | +21 %               |
| Part des importations           | 29,8 % | 23,8 % | 28,8 % | 32,1 % | 27,8 % |                     |

Le système d'interconnexion Pacific AC-DC Intertie, construit de 1967 à 1970, est constitué de deux lignes à très haute tension (500 kV), l'une à courant alternatif et l'autre à courant continu ; cette dernière est la première grande ligne à courant continu haute tension construite aux États-Unis ; la capacité du système a été progressivement portée à 8 000 MW. Il relie Los Angeles aux États du nord-ouest : Oregon et Washington.

## Consommation d'électricité
Les ventes de détail d'électricité se sont élevées en 2017 à 257,3 TWh et l'utilisation directe de l'électricité à 12,8 TWh ; le prix moyen de vente au détail a été de 16,06 c$/kWh,
| Secteur     | 1990  | % 1990 | 2000  | 2010  | 2015  | 2016  | 2017  | % 2017 | Variation 2017/1990 |
| Résidentiel | 66,6  | 31,5 % | 79,2  | 87,3  | 89,4  | 88,3  | 90,1  | 35,0 % | +35,3 %             |
| Commercial  | 79,7  | 37,8 % | 92,7  | 121,2 | 118,4 | 116,8 | 117,7 | 45,7 % | +47,7 %             |
| Industriel  | 55,9  | 26,5 % | 64,3  | 49,3  | 52,6  | 51,0  | 48,6  | 18,9 % | -13,1 %             |
| Transport   | nd    |        | nd    | 0,8   | 0,8   | 0,8   | 0,8   | 0,3 %  |                     |
| Total       | 211,1 | 100 %  | 244,1 | 258,3 | 261,2 | 256,8 | 257,3 | 100 %  | +21,9 %             |

Les cinq principaux fournisseurs ont représenté 71 % des ventes :
- Southern California Edison Co : 72,2 TWh (28,0 %) ;
- Pacific Gas & Electric Co : 61,8 TWh (24,0 %) ;
- Los Angeles Department of Water & Power : 22,7 TWh (8,8 %) ;
- San Diego Gas & Electric Co : 15,6 TWh (6,1 %) ;
- Sacramento Municipal Utility District : 10,8 TWh (4,2 %).

## Émissions de gaz à effet de serre
| millions de tonnes | 2014    | 2015    | 2016    | 2017    | Variation 2017/2014 |
| Californie         | 57,51   | 55,48   | 47,01   | 44,43   | -22,7 %             |
| Total USA          | 2 168,3 | 2 031,5 | 1 928,4 | 1 849,7 | -14,7 %             |
| part Californie    | 2,7 %   | 2,7 %   | 2,4 %   | 2,4 %   |                     |